# 绝世千金
《绝世千金》，是一部2019年播出的中国大陆古装爱情剧，改编自橙光游戏《好色千金》，由酷影传媒、龙果映画、映美传媒出品。该剧由导演元德执导，龔俊、郑湫泓、方逸倫、余凯宁主演。
本剧一共三季。第一、二季同时拍摄，于2018年3月15日在浙江宁波象山影视城开机，并于2019年1月17日起在爱奇艺首播。第三季（即完结篇）于2019年在象山影视城开机，并于2020年12月24日在优酷首播。

## 播出时间
| 季数 | 集数 | 单集时长 | 开播日期       | 所在地   | 播出平台 |
| 1    | 12   | 38分钟   | 2019年1月17日  | 中国大陆 | 爱奇艺   |
| 2    | 12   | 38分钟   | 2019年1月17日  | 中国大陆 | 爱奇艺   |
| 3    | 27   | 40分钟   | 2020年12月24日 | 中国大陆 | 优酷     |

## 演员列表

### 主要演员
| 演員   | 角色   | 介紹 | 配音   |
| 龔俊   | 钟无寐 | 淵政王，林洛景被賜婚對象。腹黑傲嬌，霸道卻嘴硬心軟，視大義勝過個人愛恨情仇。有點大男子主義，偶爾又有點孩子氣，喜歡與林洛景鬧彆扭，表面上總是喜歡折磨林洛景，實際上點點滴滴都透露著愛意。他不敢真正表露自己的愛，因為從小的宮廷經歷告訴自己，越愛一個人失去她就越快，所以只能撲克臉相對。 | 王敏纳 |
| 郑湫泓 | 林洛景 | 現代宅女，長期沉迷於遊戲，機靈搞怪，有著不同於他人的腦迴路。一朝進入遊戲世界，成為宰相千金，美男環繞，要想成功回到現實世界，必須找到真正的男主角，刷滿其好感度方可離開遊戲。可是這一切卻不只是一場簡單的穿越，宰相千金也好，富貴王妃也罷，都不是林洛景所想要的。                         | 张喆   |
| 方逸倫 | 柳修文 | 林府侍衛，實際身份是前朝王子，為前波斯王妃所生，貌美、腹黑、悶騷。童年的遭遇造就了其隱忍冷峻的性格，他城府深且精於算計。潛伏在宰相府伺機而動，後成為林洛景的貼身侍衛，本想利用她的善良和單純，卻不知不覺對她產生了感情，並許下了生死相隨的承諾。                                         | 彭尧   |
| 余凯宁 | 江轩宇 | 京城首富之子。好玩的事情總是少不了他，看禁書、玩過火是很經常的行為，但這也是他的一種掩飾。他能把偷看女人洗澡的不道德行為偷梁換柱成拿手好戲。雖然外表風流不羈，內心其實很脆弱，看似花心，實則深情，一旦認定後就不會輕易更改。                                                             | 杨天翔 |

### 其他演员
| 演員                | 角色          | 介紹 | 配音   |
| 李豪 （第一、二季） | 花应迟        | 逸雲派藏劍長老，清冷劍仙。天生骨骼清奇，是少見的武學奇才。                                                                                                 | 马语非 |
| 朱云龙 （完结篇）   | 花应迟        | 逸雲派藏劍長老，清冷劍仙。天生骨骼清奇，是少見的武學奇才。                                                                                                 |        |
| 依莎                | 喜鹊          | 林洛景的貼身丫鬟，可愛勇敢，忠心護主。擁有著“百科全書”式的人物設定，隨時為從現代世界穿越而來的林洛景答疑解惑，幫助其闖關升級，是林洛景身邊不可或缺的存在。 | 赵梦娇 |
|                     | 鐘子雲/葉雲兮 | 鐘無寐的妹妹，因幼時太過調皮而被送進天逸派修行。是花應遲的迷妹。                                                                                           |        |
| 刘天宝              | 张稷          | 鍾無寐的貼身侍衛兼心腹，忠心耿耿 | 陈子平 |
| 刘庭羽              | 花应云        | 花應遲的師妹，逸雲派現任掌門 | 邱秋   |
| 李亭哲              | 鍾世離        | 當今皇上，鍾無寐的哥哥 |        |
| 邱浩轩              | 金辰          | 靖遠王，大將軍之子，善撫琴 |        |
| 米良                | 苏依依        | 京城盛京最有名的花揆，認柳修文為少主。 |        |
| 王慧歆              | 唐夢          | 鹽商之女，與江軒宇自小就有婚約 | 李詩萌 |
| 韓秀一              | 林非榆        | 當朝宰相，林洛景的父親，極有野心 |        |